# Eleição presidencial em Malta em 2009
As eleições presidenciais maltesas de 2009 ocorreram de forma indireta, via parlamento, em 12 de janeiro. O deputado George Abela, ex-líder do Partido Trabalhista, foi eleito no pleito e tomou posse no dia 4 de abril de 2009, sucedendo Eddie Fenech Adami. A eleição de Abela foi uma surpresa, uma vez que o Partido Nacionalista detém a maioria no parlamento desde 1996.